# Pero mnasilaria
Pero mnasilaria är en fjärilsart som beskrevs av Charles Oberthür 1912. Pero mnasilaria ingår i släktet Pero och familjen mätare. Inga underarter finns listade i Catalogue of Life.